# Conill dels volcans
El conill dels volcans (Romerolagus diazi), també conegut com  teporingo, zacatuche, tepolito, tepol o burrito, és una espècie de mamífer lagomorf de la família Leporidae, l'única del gènere monotípic Romerolagus. És endèmica de les muntanyes del centre de Mèxic. Viu en boscos i zacatonals per dalt dels 2800 m. Està en perill d'extinció degut principalment a la pèrdua d'hàbitat i fragmentació. El 1969 se'n van comptar entre 1.000 i 1.200 en estat salvatge.
És el segon conill més petit del món, només superat pel conill pigmeu (Brachylagus idahoensis).

## Hàbitat i distribució
Viu a la part central de l'Eix Neovolcànic de Mèxic, als volcans Pelado, Tláloc, Popocatépetl, i Iztaccíhuatl, entre els 2800 i 4200 metres d'alçada, en pastures natives alpines i subalpines (conegudes també com a zacatonales) on abunden els boscos oberts de pins amb una coberta vegetal densa de pastures.

## Descripció
Mesura al voltant de 30 cm de llarg, cua vestigial d'uns 20 o 30 mm i petites orelles rodones de 40 mm, petites en comparació amb altres conills. El seu pes mitjà és de 390-600 g. El seu pelatge, curt i uniforme, és de color groc i negre, excepte a la superfície dorsal de les potes i algunes zones de la cara, que són de color ocre, i un triangle de pèl ros al clatell.

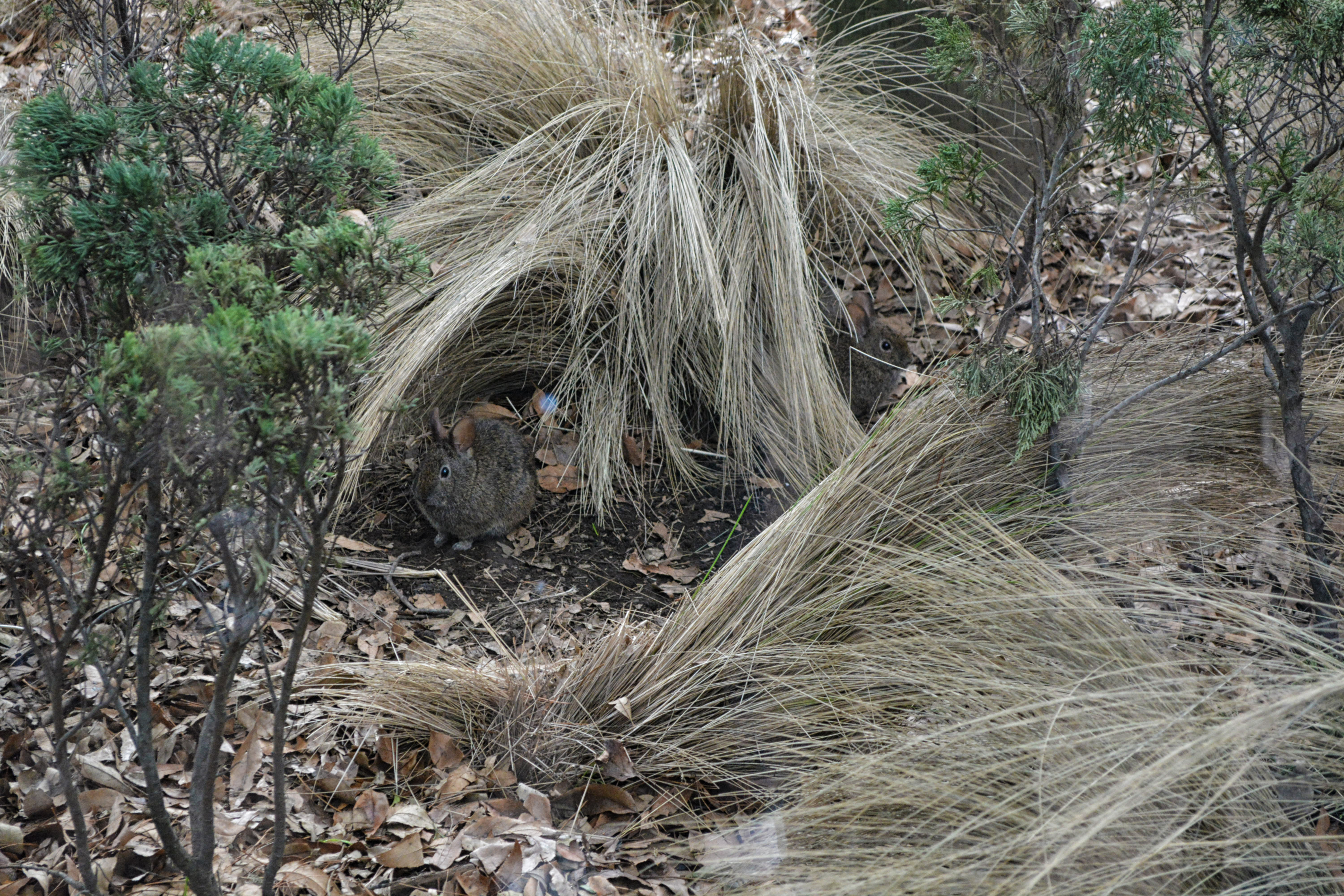
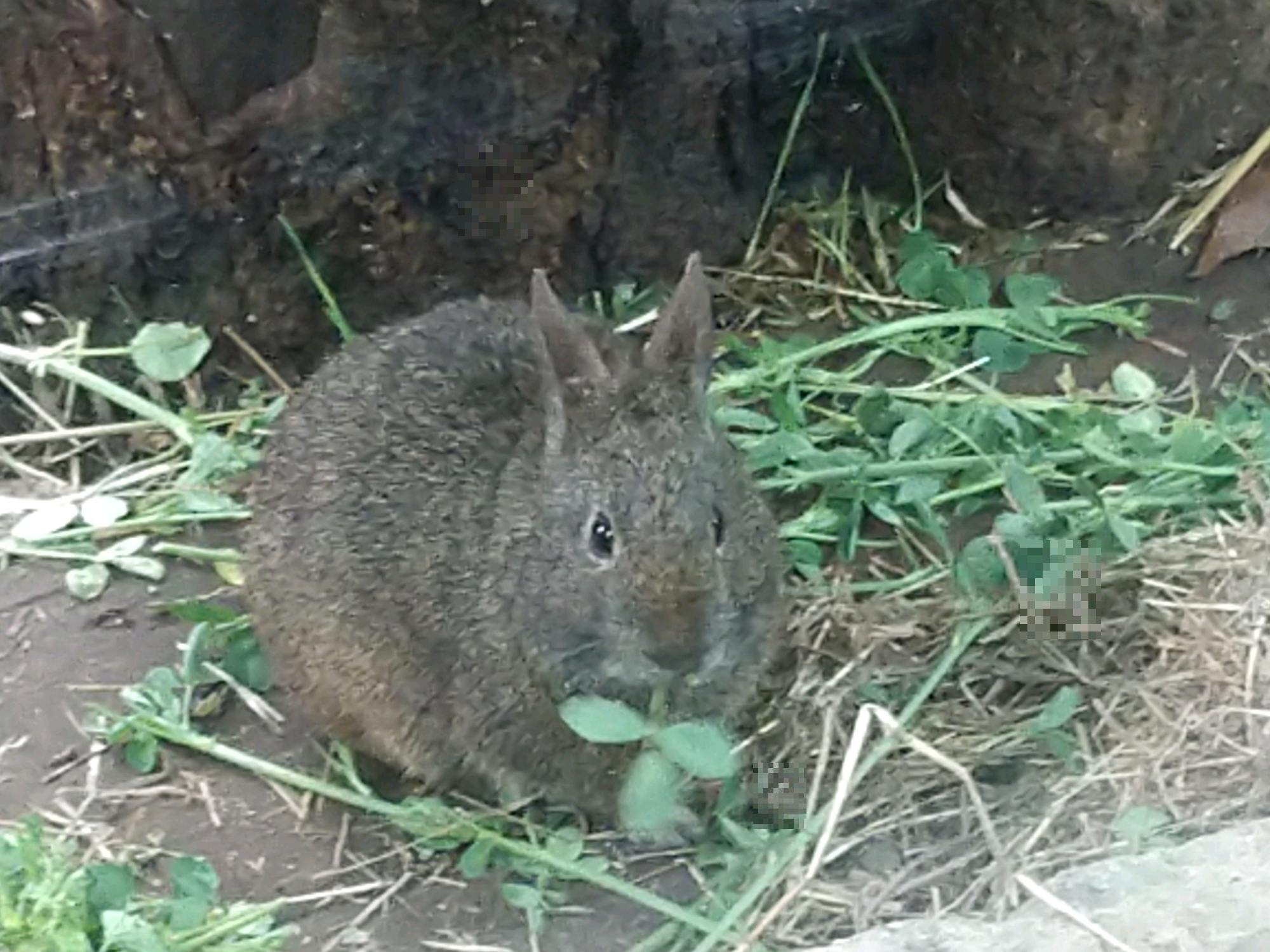
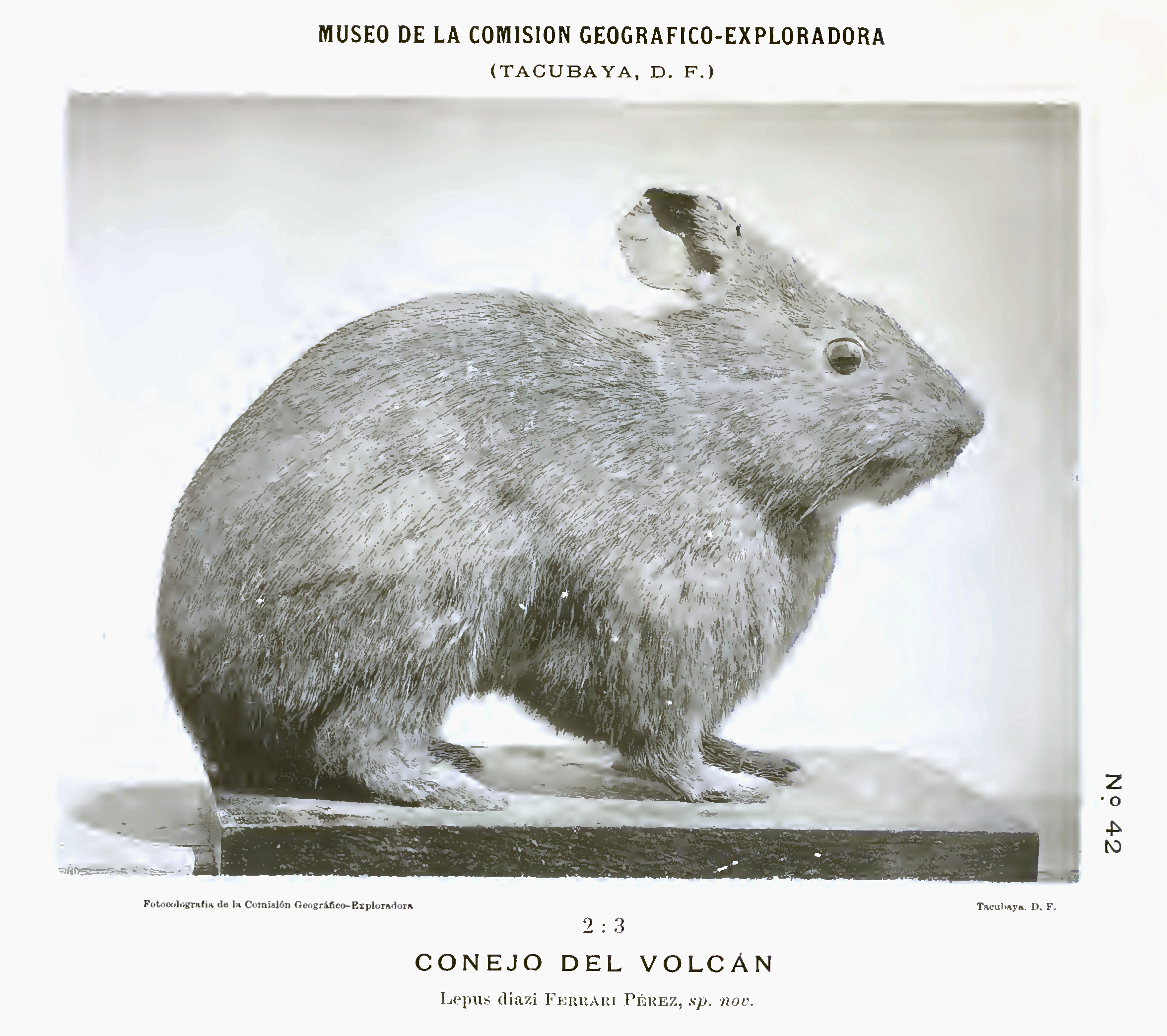

Té una vida estimada de 7 a 9 anys.

## Comportament
Si bé és possible trobar-los actius el dia o la nit, les hores de màxima activitat es donen als matins i ben entrada la tarda. És probable que entre les 10h i les 14h estiguin fora dels seus refugis. Viuen en caus, amagats entre les pastures natives, en grups de 2 a 5 individus. No permeten l'entrada d'individus estranys a la conillera i, igual que les piques (Ochotona), el conill dels volcans emet sons molt aguts per avisar els altres conills d'un perill, en lloc de picar amb els peus a terra. Els caus poden arribar a mesurar 5 metres de llarg i assolir 40 cm sota la superfície del sòl. En semicautiveri, no usen els caus per parir les seves cries, sinó que formen nius a les pastures, observat també en condicions silvestres. Es mouen habitualment entre àrees amb zacate, encara que surten d'aquestes àrees a la recerca d'aliment cap a cultius propers.
Els seus principals depredadors són la mostela, les musaranyes, el linx, el coiot, la guineu grisa, l'escurçó de cascavell, el bassarisc de cua anellada, així com gossos i gats domèstics i l'ésser humà.

### Dieta
El conill dels volcans s'alimenta principalment d'herbes com Festuca amplissima, Muhlenbergia macroura, Stipa ichu i Eryngium rosei. Els conills també utilitzen aquestes plantes com a coberta per amagar-se dels depredadors. Es va trobar que la M. macroura es trobava en el 89% dels pellets dels conills dels volcans, cosa que suggereix que aquesta és la base de la seva dieta, però en realitat no proporciona les necessitats d'energia i proteïnes necessàries dels conills. Complementant la seva dieta amb 15 altres formes de vida vegetal, els conills dels volcans poden obtenir la nutrició necessària. Altres espècies vegetals que també s'encarreguen de donar suport al conill dels volcans són la Muhlenbergia quadidentata, el Pinus hartwegii i el F. tolucensis. Els conills dels volcans també consumeixen fulles, fullatge i flors indistintament en condicions dolentes, ja que la pèrdua d'hàbitat ha eliminat gran part de les seves fonts d'aliment. De fet, l'adquisició de proteïnes és el principal factor limitant de la mida de les poblacions de cadascun dels quatre volcans on es troba l'espècie. Els estudis mostren que molts conills de la població pateixen greus pèrdues de pes i pateixen fam.
Els canvis estacionals també afecten molt la dieta del conill dels volcans. Les herbes que consumeix normalment són abundants durant les èpoques humides. Durant l'estació seca, el conill del volcà es delecta amb arbustos i arbres petits, així com altres plantes llenyoses. Durant l'hivern, aquestes plantes llenyoses constitueixen la major part de la seva dieta, així com el material de construcció principal per als seus nius.

### Reproducció
El conill dels volcans cria durant tot l'any, encara que són més actius sexualment durant l'estiu. Els nius, petites depressions amagades a les pastures i recobertes amb els seus pèls i trossos de plantes, només són construïts d'abril a setembre. El període de gestació dura 39 dies i poden tenir fins a 3 cries per ventrada. Els nounats neixen amb cabells però amb els ulls tancats, i no podran moure's ni alimentar-se per si mateixos fins passades 3 setmanes, encara que al niu només estaran fins passats 14 dies.

## Amenaces
És una espècie endèmica mexicana considerada en perill d'extinció per la UICN. Entre les principals causes que posen en perill l'espècie es troben l'avanç de l'agricultura i l'aforestació (sembra d'arbres on no corresponen, fins i tot en àrees protegides), mal maneig del foc i del pasturatge, així com avanç de la urbanització, tot això causant la fragmentació del seu hàbitat de pastures natives i, per tant, la contínua disminució de la seva àrea de distribució; i el creixement de la població humana propera al seu hàbitat.
El conill de cua de cotó (Sylvilagus), s'està expandint al nínxol del conill dels volcans, però «no hi ha proves que la selecció d'hàbitat [del conills dels volcans] sigui una resposta a l'exclusió competitiva».
La caça és una altra amenaça per al conill dels volcans, malgrat que R. diazi està inclòs a l'apèndix 1 de CITES i és il·legal caçar R. diazi segons la llei mexicana. No obstant això, molts desconeixen que el conill dels volcans està protegit i els funcionaris no fan complir la seva protecció adequadament.
Aquestes amenaces han donat lloc a una pèrdua d'un 15-20% de l'hàbitat del conill dels volcans durant les últimes tres generacions. També han provocat un desplaçament ecològic i un aïllament genètic del conill dels volcans. Ja des de 1987, investigacions realitzades per Hoth, et al. amb relació a la distribució del conill dels volcans no van trobar registres d'aquesta espècie al Nevado de Toluca, incloent el lloc on Tikul Álvarez (IPN) va col·lectar un espècimen el 1975 (Nevado de Toluca, 4 km S, 2 km W Raíces, 3350 msnm; vegeu Ceballos, et al., 1989 i CONANP, 2018). Tot i que històricament no s'ha informat de manera científica l'existència d'una colònia permanent al Nevado de Toluca, recentment, segons la Universitat Autònoma de l'Estat de Mèxic (UAEM), l'espècie es troba extinta al Nevado de Toluca. Tot i això, la Secretaria de Medi Ambient i Recursos Naturals (SEMARNAT), la Comissió Nacional per al Coneixement i Ús de la Biodiversitat (CONABIO) i la Comissió Nacional d'Àrees Naturals Protegides (CONANP), davant diversos mitjans que van informar el setembre de 2018 que l'espècie estava extinta basant-se en l'informe de la UAEM, van assenyalar que el conill dels volcans no es pot declarar extint, ja que calen més de cinquanta anys sense albiraments per fer-ho formalment; així mateix, tampoc no pot ser declarada extinta al Nevado de Toluca, ja que ni tan sols s'ha confirmat la seva presència en aquesta zona. A causa d'això, el Llibre Vermell de la Unió Internacional per a la Conservació de la Natura (UICN, 2019), ja no esmenta el Nevado de Toluca com a lloc actual ni potencial per a la distribució d'aquesta espècie.

## Conservació
Pel que fa als esforços de conservació, s'han establert diversos programes de cria en captivitat amb un èxit relatiu, però la mortalitat de les cries en captivitat és alta.
Les accions per a la conservació s'han de centrar en l'aplicació de les lleis que prohibeixen la caça i el comerç del conill dels volcans. A més, cal esforçar-se en la gestió de l'hàbitat, concretament en el control dels incendis forestals i el pasturatge excessiu del bestiar. Finalment, seria beneficiós promulgar programes educatius sobre R. diazi i les diferents amenaces que s'hi enfronten. També s'hauria d'educar el públic sobre l'estatus de protecció del conill dels volcans, ja que molta gent no sap que és il·legal caçar R. diazi.